# فوره (بلژیک)
شهر فوره (به فرانسوی: Forest) در شهرستان بروسل در منطقه بروکسل در کشور بلژیک واقع شده‌است.

## نگارخانه

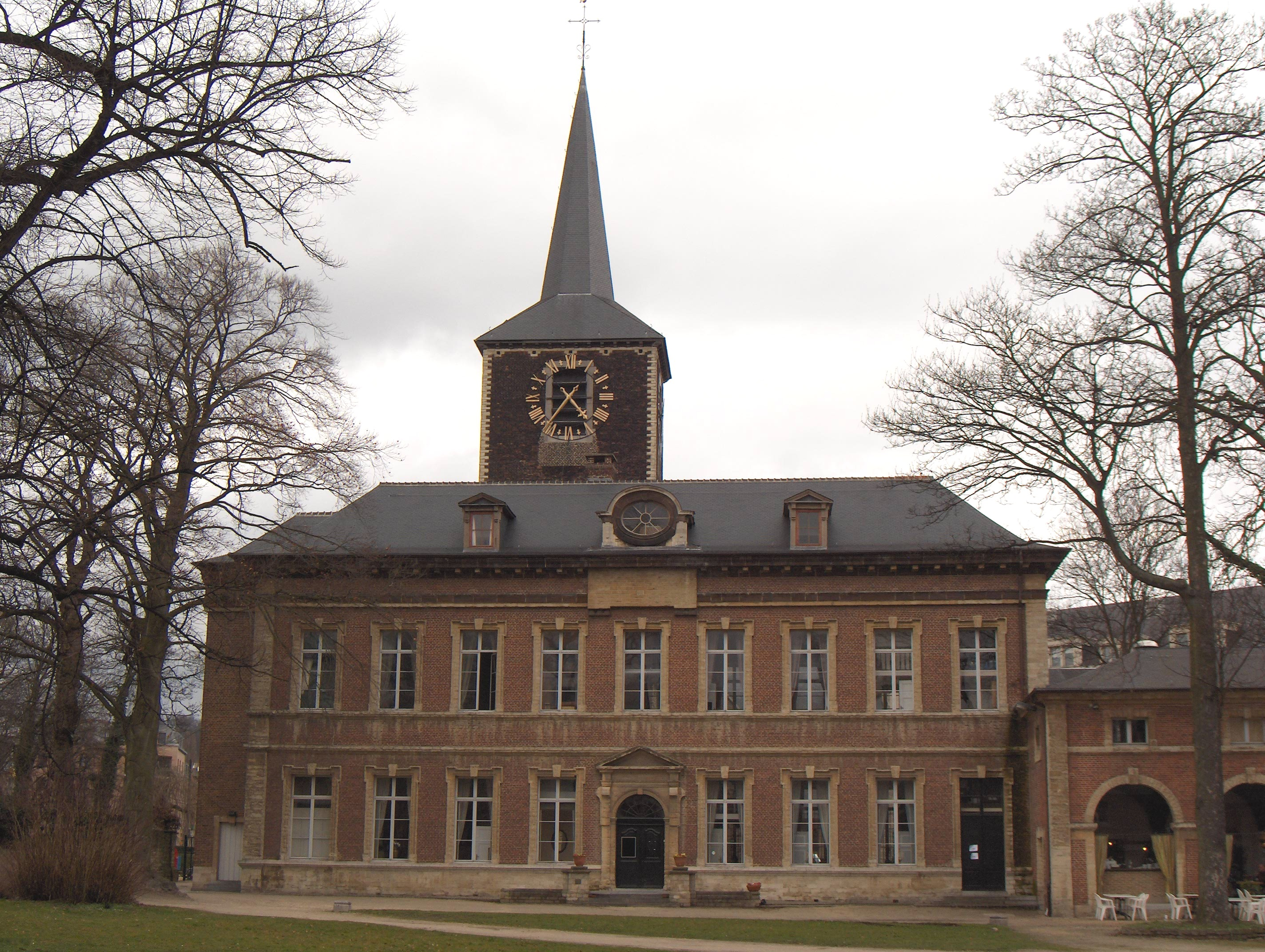
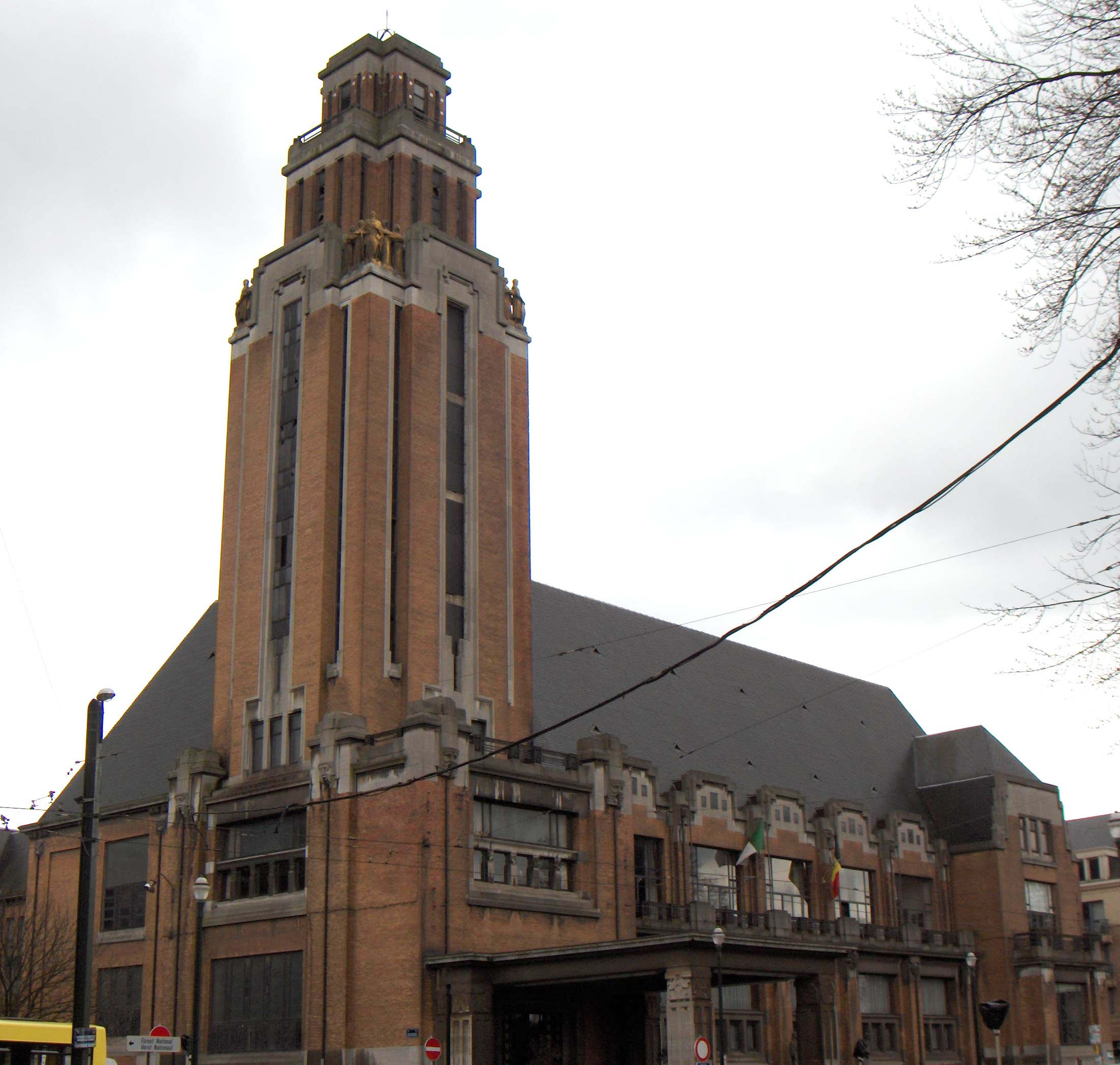
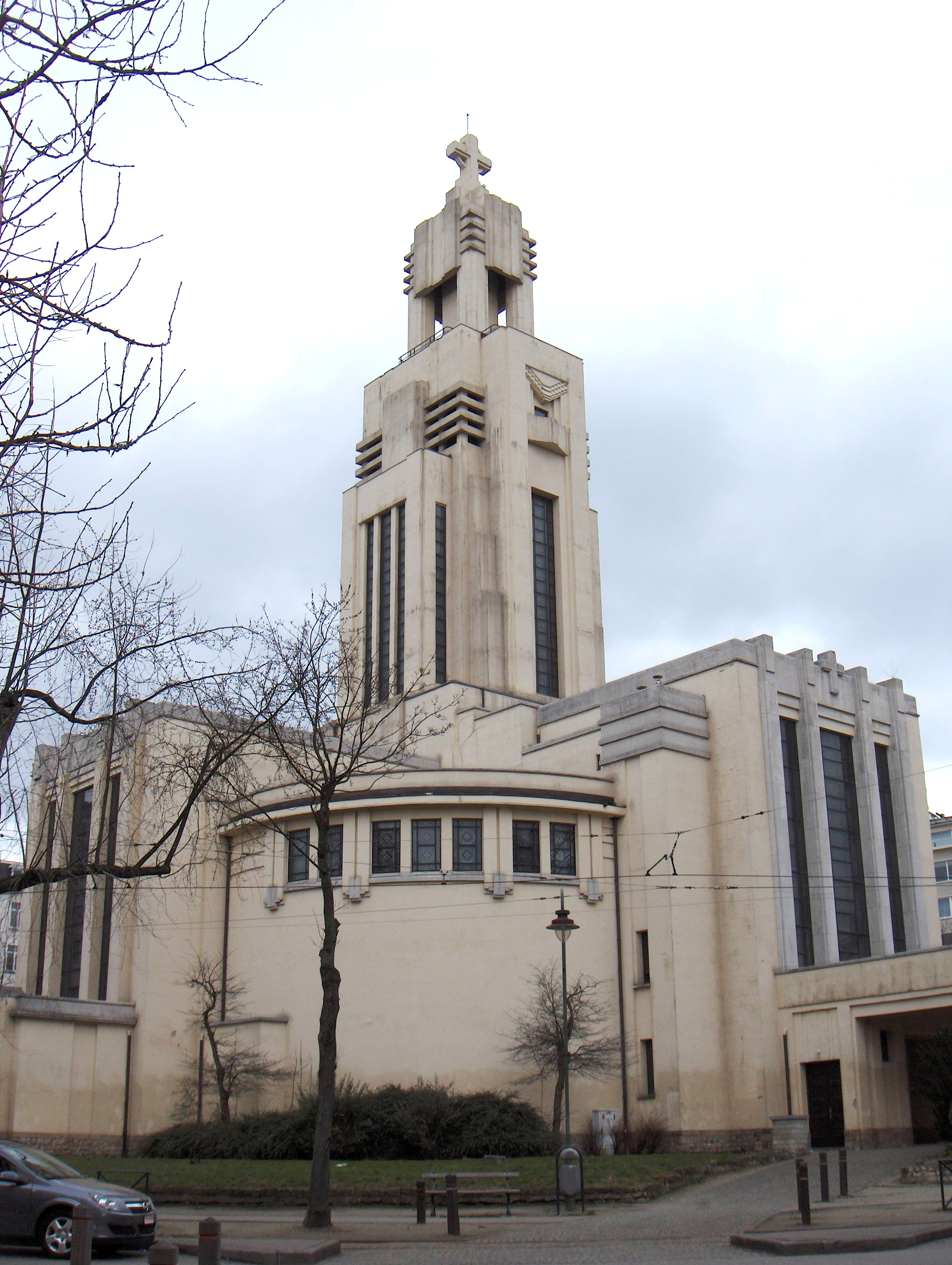